# 陳祖徳

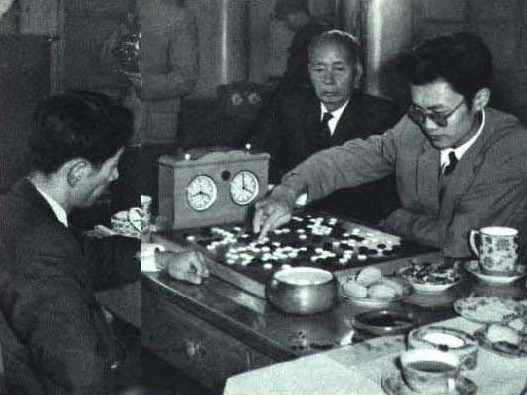
対局中の陳祖徳（右・1964年）──『中国画報』から

陳祖徳（ちん そとく、陈祖德、チェン・ズゥドゥ、1944年2月19日 - 2012年11月1日）は、中国の囲碁棋士。上海市出身、顧水如、劉棣懐に師事、中国囲棋協会所属。現代中国のプロ棋士制度の第1号であり、最初の九段。1960〜70年代の中国囲碁界の第一人者。中国流布石を研究して、世に広まるきっかけとしたことでも知られる。
中国囲棋協会主席、中国国際象棋協会（中国チェス協会）主席、中国象棋協会（中国シャンチー協会）主席を歴任し、1992年から2003年まで中国棋院初代院長、その後顧問。

## 経歴
汪兆銘政権下で要職を歴任した陳済成は祖父。7歳頃から顧水如に師事し、9歳の時の棋譜を見た瀬越憲作に「第2の呉清源」と言われる。1956年に梅蘭芳と呉清源の相談で、陳と陳錫明の二人の少年を日本に留学させようという試みがあったが、長崎国旗事件が外交問題となって計画は立ち消えとなった。1958年に上海合宿訓練隊に入り1959年には上海市囲碁大会に優勝して国家集中訓練隊に入る。1964年に全国囲棋個人戦で優勝、また段位制度の開始により最高段の五段となる。日中囲碁交流では1961年から出場し、1965年には岩田達明九段を破り中国棋士として初めて日本の九段に互先で勝利する。この勝利を記念して、この対局で陳が用いた中国流布石を図案にした切手も発行された。陳は1963年に日本中国友好協会の一員として訪中した安永一が紹介した布石を研究・実践しており、これを見た島村俊博九段が研究し、日本でも徐々に流行するようになる。
1970年に文革により山西省に下放されるが、周恩来の計らいで北京に戻される。全国個人戦では1960年に3位、1962年に2位、1964年から文革を挟んで3連覇。1979年の第1回世界アマチュア囲碁選手権戦では、聶衛平に次いで2位。1982年に新しい段位制度により、プロ棋士九段となる。1992年に中国棋院設立とともに院長となる。
1994年、日本棋院より大倉喜七郎賞を贈られる。1997年三星火災杯世界オープン戦でベスト16、CCTV杯中国囲棋電視快棋戦ベスト4。1998年、徳隆衣業杯四強戦に現代中国の4つの時代を代表する棋士として出場。1999年には新中国棋壇十大傑出人物に選ばれた。2003年の第1期トヨタ&デンソー杯囲碁世界王座戦に推薦で出場し、1回戦で後藤俊午九段に勝つ。甲級リーグ戦では、1999年から2002年まで上海チームに所属。
2012年11月1日、膵臓がんのため北京で死去。遺灰は黄浦江に流された。

### 主なタイトル歴
- 全国囲棋個人戦 1964、1966、1974年
- 海天杯囲棋国手元老戦 1997年
- 浙江電信通訊杯囲棋名手快棋招待戦 1999年
- 大老板杯元老戦 2003年
- 商業杯囲棋元老招待戦 2008年

### その他の棋歴
- 世界アマチュア囲碁選手権戦 2位 1979年
- 新体育杯戦 準優勝 1979年（決勝で聶衛平に0-2で敗れる）
- 百年楽元老杯囲棋戦 準優勝 1992年
- 宝勝電纜杯囲棋戦 準優勝 1994年
- STV杯新聞棋戦 準優勝 1995年
- 中国囲棋名人快棋招待戦 準優勝 1998年
- 博士山杯元老囲棋招待戦 準優勝 2005年
- 人居祭全国囲棋元老戦 準優勝 2006年
- 商業杯囲棋元老招待戦 準優勝 2006、07年
- 伊春元老杯 準優勝 2009年
- 河北体彩杯 準優勝 2009年
- リコー杯囲棋混双戦 準優勝 2000年（華学明とペア）
- 中国囲棋甲級リーグ戦
  - 1999年（上海時代巨盛）5-3
  - 2000年（上海移動通信）0-1

## 著作
- 『超越自我』北京外交出版社 1989年
- 『中国囲棋史』中国統計出版社 1999年
- 『陳祖徳自伝—日中碁界、激動の三十年』邱茂訳 新潮社 1992年 ISBN 4105252011
- 『陳祖徳囲碁名局集』三一書房 1994年 ISBN 4380942465